# Патрик Осіяко
Мзее Патрик Ооко Осіяко (англ. Mzee Patrick Ooko Osiako, нар. 15 листопада 1986, Момбаса) — кенійський футболіст, півзахисник шведського клубу «Гесслегольм». Колишній гравець національної збірної Кенії.

## Клубна кар'єра
У футболі дебютував 2003 року виступами за команду «Кост Старз», в якій провів один сезон, взявши участь у 14 матчах чемпіонату. 
Протягом 2005—2006 років захищав кольори клубу «Таскер».
Своєю грою за останню команду привернув увагу представників тренерського штабу шведського клубу «М'єльбю», до складу якого приєднався 2007 року. Відіграв за команду з М'єльбю наступні чотири сезони своєї ігрової кар'єри. Більшість часу, проведеного у складі «М'єльбю», був основним гравцем команди.
Згодом з 2012 по 2017 рік грав у складі румунського «Петролула», ізраїльського «Хапоеля» з Беер-Шеви, азербайджанського «Сімурга».
2016 року повернувся до Швеції, де по одному сезону відіграв за «Лінчепінг» та «Ганінге».
До складу клубу «Гесслегольм» приєднався 2017 року. 

## Виступи за збірну
30 вересня 2006 року дебютував в офіційних матчах у складі національної збірної Кенії. За сім років у складі збірної зіграв в 13 поєдинках.